# Jorge Bátiz

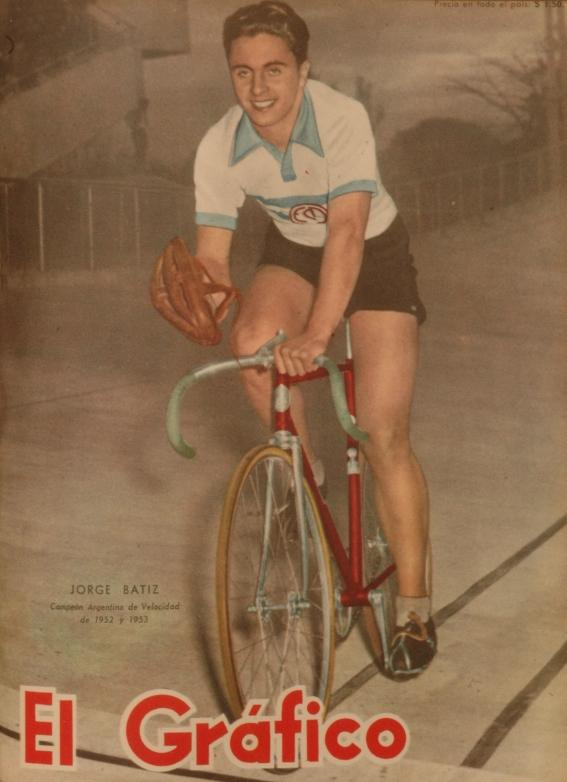
Jorge Bátiz 1953

Jorge Bátiz (* 8. Dezember 1933 in Tandil) ist ein ehemaliger argentinischer Radrennfahrer und nationaler Meister im Radsport.

## Sportliche Laufbahn
Jorge Bátiz war einer der ersten argentinischer Radsportler, die auch international erfolgreich waren. In seiner Jugend betrieb er neben dem Radsport auch Fußball, entschied sich dann aber mit 18 Jahren endgültig für den Radsport. 1952, 1953 und 1954 wurde Bátiz argentinischer Meister im Sprint. 1955 gewann er bei den Panamerikanischen Spielen in Mexiko-Stadt die Goldmedaille im Sprint, und bei den UCI-Bahn-Weltmeisterschaften 1955 in Mailand wurde er Vize-Weltmeister; diesen Erfolg konnte er 1956 wiederholen.
1958 trat Bátiz zu den Profis über, bestritt und gewann kleinere Straßenrennen, auch in Europa. ls profi konnte er 1958 den Großen Preis von Bogota im Sprint gewinnen. Er startete bei 14 Sechstagerennen, von denen er fünf gewann, so 1958 das von Buenos Aires gemeinsam mit dem Italiener Fausto Coppi.

## Berufliches
1964 beendete Jorge Bátiz seine aktive Radsport-Laufbahn und wurde argentinischer Nationaltrainer. Als 1999 nach langer Pause in Buenos Aires wieder ein Sechstagerennen veranstaltet wurde, fungierte er als Sportlicher Leiter.

## Ehrungen
1956 wurde Bátiz als Argentiniens Sportler des Jahres ausgezeichnet.
Die Radrennbahn in Corral de Bustos, Provinz Córdoba, ist nach ihm Velodromo Jorge Bátiz benannt.